# Alfred Maria Willner

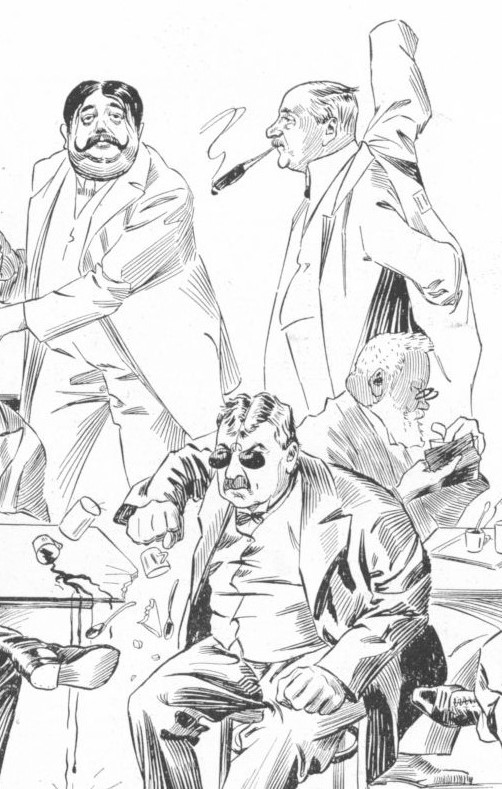
Willner (rechts, rauchend) in einer Karikatur von Zygmunt Skwirczyński in der Neujahrsausgabe 1911 von Österreichs Illustrierter Zeitung

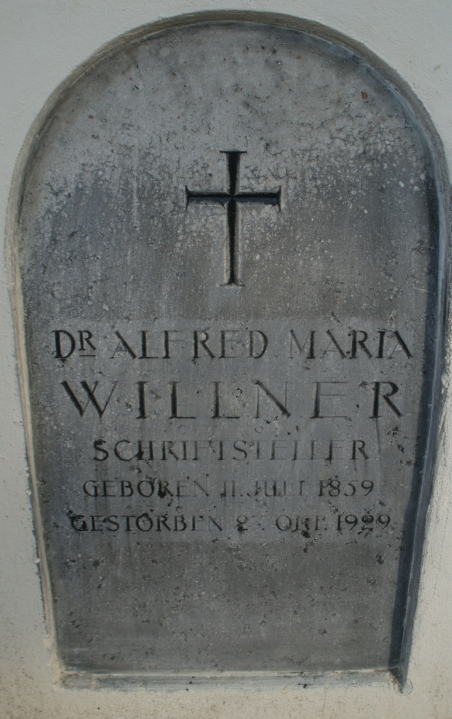
Grabstätte von Alfred Willner

Alfred Maria Willner (* 11. Juli 1859 in Wien, Kaisertum Österreich; † 27. Oktober 1929 in Wien) war ein österreichischer Journalist, Komponist und Librettist.

## Leben
Alfred Maria Willner studierte Rechtswissenschaft an der Universität Wien, wo er auch promoviert wurde. Er arbeitete zunächst als Feuilletonist für Zeitungen, hauptsächlich für das 1869 von Viktor Silberer gegründete Wiener Salonblatt. Daneben war er zunächst als Ballettkomponist an der Wiener Hofoper und später als Librettist tätig. Er zählte zu den bedeutendsten Librettisten der so genannten Silbernen Operettenära.
Gemäß der Vertragsverpflichtung gegenüber ihm, Alexandrine von Schönerer und Anderen, schuf Johann Strauss (Sohn) die Operette Die Göttin der Vernunft. Sie wurde am 13. März 1897 am Theater an der Wien uraufgeführt.
Seine Grabstätte befindet sich im Urnenhain der Feuerhalle Simmering (Abteilung MR, Gruppe 164, Nr. 3).

## Werk

### Kompositionen
- Der Vater der Debütantin. (1884)
- Die Ballettprobe. (1886)

### Libretti
- Ein Mädchen aus der Champagne. Ballett. Musik: Ignaz Brüll. (1886)
- Rund um Wien. Ballett. Musik: Josef Bayer. (1894)
- Amor auf Reisen. Ballett. Musik: Heinrich Berté. (1895)
- Heimchen am Herd. Oper. Musik: Karl Goldmark. (1896)
- Die Göttin der Vernunft. Operette. Musik: Johann Strauss (Sohn). (1897)
- Die Puppe. Operette. Deutsche Bearbeitung des Librettos der Opéra comique La poupée zu der Musik von Edmond Audran. (EA 1999 in Berlin)
- Götz von Berlichingen. Oper. Musik: Karl Goldmark. (UA 1902 Budapest)
- Ein Wintermärchen. Oper. Musik: Karl Goldmark. (1908)
- Die Dollarprinzessin. Operette. Zusammen mit Fritz Grünbaum. Musik: Leo Fall. (1907)
- Der Graf von Luxemburg. Operette. Musik: Franz Lehár. (1909)
- Zigeunerliebe. Operette. Musik: Franz Lehár. (1910)
- Eva. Operette. Musik: Franz Lehár. 1910
- Die schöne Risette. Operette. Musik: Leo Fall. (1910)
- Das Puppenmädel. Operette. Zusammen mit Leo Stein. Musik: Leo Fall. (1910)
- Casimirs Himmelfahrt. Operette. Zusammen mit Robert Bodanzky. Musik Bruno Granichstaedten. (1911)
- Oganj. (Der Eisenhammer). Oper, Musik: Blagoje Bersa. (1911)
- Endlich Allein. Operette. Zusammen mit Robert Bodanzky. Musik: Franz Lehár. (1914)
- Das Dreimäderlhaus. Operette. Zusammen mit Heinz Reichert. Musik: Heinrich Berté. (1916)
- Die Faschingsfee. Operette. Zusammen mit Rudolf Österreicher. Musik: Emmerich Kálmán. (1917)
- La rondine. (Die Schwalbe). Oper. Zusammen mit Heinz Reichert. Musik: Giacomo Puccini. (1917)
- Wo die Lerche singt. Operette. Zusammen mit Heinz Reichert. Musik: Franz Lehár. (1918)
- Rosen aus Florida. Operette. Zusammen mit Heinz Reichert. Musik: Leo Fall. (1919)
- Das Milliardensouper. Operette. Zusammen mit Hans Kottow. Musik Ernst Steffan. (1921)
- Frasquita. Operette. Zusammen mit Heinz Reichert. Musik: Franz Lehár. (1922)
- Der Mitternachtswalzer. Operette. Zusammen mit Rudolf Österreicher. Musik: Robert Stolz. (1926)